# Das musikalische Himmelbett

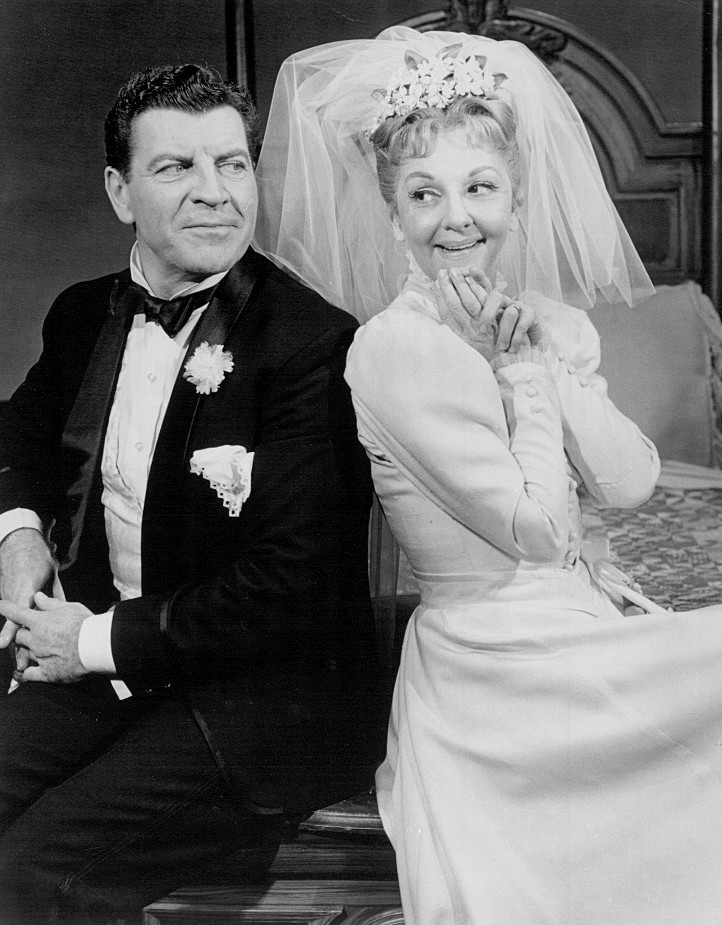
Robert Preston und Mary Martin in I do! I do! (1966)

Das musikalische Himmelbett (engl. Originaltitel: I do! I do!) ist ein Musical mit einem Buch und Texten von Tom Jones und Musik von Harvey Schmidt, das auf dem Theaterstück Het hemelbed von Jan de Hartog basiert. Die Geschichte mit zwei Darstellern erstreckt sich über 50 Jahre, von 1895 bis 1945, und konzentriert sich auf die Höhen und Tiefen, die Agnes und Michael während ihrer Ehe erlebten. Der Schauplatz besteht ausschließlich aus ihrem Schlafzimmer, das von dem großen Himmelbett in der Mitte des Raumes dominiert wird.

## Geschichte
Für Produzent David Merrick, der das Stück ursprünglich am Broadway präsentierte, war I Do! I do! eine ideale Investition, da es weder teure Bühnenbilder und Kostüme noch eine große Besetzung gab. Nach vier Vorpremieren erlebte die von Gower Champion inszenierte und choreografierte Broadway-Produktion am 5. Dezember 1966 im 46th Street Theatre ihre Uraufführung.
Die Aufführungsserie mit Mary Martin und Robert Preston (1967 auch Carol Lawrence und Gordon MacRae) wurde nach 560 Vorstellungen am 15. Juni 1968 beendet. Martin und Preston spielten die Hauptrollen auch auf einer nationalen Tournee, die ursprünglich ein Jahr lang in 27 Städten stattfinden sollte und im März 1968 in Rochester, New York, begann. Im Februar 1969 wurde Martin jedoch krank und der Rest der Tour wurde abgesagt. In einer weiteren nationalen Tournee spielten Carol Burnett und Rock Hudson die Hauptrollen.

## Handlung
Erster Akt
Ein Schlafzimmer mit Himmelbett, Chaiselongue und Sessel. Unten auf der Bühne befinden sich auf beiden Seiten je ein Frisiertisch. Michael und Agnes sitzen an den Tischen und ziehen sich für ihre Hochzeit an. Sie schminken sich und ziehen ihre Hochzeitskleidung an. Sie durchlaufen die Zeremonie, wobei Agnes die Blumen wirft und die beiden ins Publikum gehen, um den Gästen die Hand zu schütteln und sie zu begrüßen. Schließlich trägt Michael Agnes zurück über die Schwelle und sie fallen ins Bett („Prolog“).
Agnes’ Füße tun weh. Michael zieht ihren Schuh aus und küsst ihren Fuß. Agnes protestiert; ein bisschen betrunken, ein bisschen weinerlich und sehr nervös. Michael beteuert seinen Glauben, dass sie in einem früheren Leben geheiratet haben, und seine Freundlichkeit bringt sie zum Weinen. Wir bekommen einen flüchtigen Blick auf den Michael, den wir bald kennenlernen werden, als er ihr den glücklichen Moment verdirbt, indem er sie darauf hinweist, dass sie einfach nur weinen solle, da ihre Jugend vorbei sei. Nervös und aufwändig bereiten sie sich auf die Hochzeitsnacht vor. Sie klettern ungeschickt ins Bett und schlagen die Decke zurück, um zu ihrem Entsetzen ein Kissen vorzufinden, auf dem die Worte „Gott ist Liebe“ bestickt sind. Michael macht unbeholfen das Licht aus. Sie sagen einander gute Nacht und Agnes gibt zu, dass sie noch nie einen nackten Mann gesehen hat („Gute Nacht“). Es herrscht eine unangenehme Stille. Schließlich küssen und umarmen sie sich leidenschaftlich.
Im Rampenlicht steht Michael, der am Bühnenrand sitzt. Er streckt sich, lächelt und verrät dem Publikum ein überraschendes Geheimnis: Entgegen der landläufigen Meinung liebt er seine Frau tatsächlich („I Love My Wife“). Er weckt sie und sie tanzen zusammen. Er schläft ein, und sie legt das „Gott ist Liebe“-Kissen unter seinen Kopf, deckt ihn zu und küsst ihn. Die Musik wird sanft und zart, während Agnes den Raum aufrichtet. Sie faltet seine Kleidung zusammen und verstaut sie, holt den Bademantel, der an ihrem Ankleidebereich hängt, und schlüpft in ein neues Outfit. Wir sehen, dass sie hochschwanger ist. Sie denkt über die bevorstehende Mutterschaft nach („Something Has Happened“).
Im folgenden Blackout hören wir eine altmodische, von Hand geläutete Glocke, als Michael nach Agnes ruft. Er liegt mit einem Waschlappen auf dem Kopf im Bett, als sie hereinkommt – immer noch hochschwanger – und ein Stubenwagen schiebt. Michael hat leichte Wehen und ist sehr bedürftig und verärgert. Er fühlt sich bereits von dem kommenden Baby verdrängt. Agnes setzt auf seinem Schoß die Wehen ein. Als Michael zum Arzt geht, versprechen sie sich gegenseitig, dass ihrer Beziehung niemals etwas passieren wird.
Lichter gehen an, als Michael auf und ab geht, sich Sorgen macht und betet, dass seine Frau und sein Baby überleben („The Waiting Room“). Alles ist gut; Michael hat einen Sohn. Er wirft Zigarren ins Publikum. Agnes kommt herein und zieht eine Wäscheleine mit Windeln und Babykleidung heraus. Michael erkennt nun, dass er eine Familie hat, für die er sorgen muss („Liebe ist nicht alles“). Agnes bekommt dann ein Mädchen. Jetzt weiß Michael, dass er wirklich Geld verdienen muss. Trotz des Stresses ist Liebe nicht alles ... aber sie macht es lohnenswert. Die Spannung zwischen Agnes und Michael wird spürbar. Michael ist in Bezug auf seine Arbeit und seinen Erfolg als Romanautor sehr engagiert und selbstgefällig geworden. Er behandelt sie als bescheidene Hausangestellte, während er dem Publikum Vorträge über Schriftsteller und Schriften, Themen und Werke hält. Sie unterbricht ihn mitten in seiner Hetzrede und nennt seine Arbeit langweilig. Er korrigiert ihre Grammatik, kritisiert ihre Kochkünste und ihr gewohnheitsmäßiges Zuspätkommen und besteht darauf, dass sie ihn zu literarischen Partys begleitet, auf denen sie sich unwohl fühlt. Sie entgegnet, dass sie auch eine Liste irritierender Gewohnheiten habe („Nobody’s Perfect“).
Sie kommen von der Party zurück und streiten sich erbittert. Er gibt zu, eine andauernde Affäre mit einer jüngeren Frau zu haben. Er beschuldigt Agnes, ihn vertrieben zu haben. Er weist auch darauf hin, dass jeder weiß, dass es Männern mit zunehmendem Alter besser geht und Frauen schlechter („A Well Known Fact“). Agnes geht angewidert, und Michael beendet das Lied mit einem schnellen, auffälligen Abgang, ein Matinee-Idol in seiner ganzen Pracht. Als Reaktion darauf, dass Michael ihre Einkaufsgewohnheiten kritisiert hat, beginnt Agnes, die extravaganten Gegenstände auf ihrem Schminktisch zur Schau zu stellen. Sie träumt davon, wie ihr Leben aussehen würde, wenn sie eine freche, alleinstehende geschiedene Frau wäre, die die ganze Nacht feiern würde („Flaming Agnes“).
Michael erscheint wieder, um ihre Diskussion zu beenden. Sie sagt ihm, er solle verschwinden; er weigert sich, da er behauptet, es sei sein Haus und seine Hypothek. Sie beschließt zu gehen und nimmt das Scheckbuch mit. Er beginnt, ihre Sachen in einen Koffer zu werfen: ihren Wecker, ihr Nachthemd, ihre kalte Creme und das „God Is Love“-Kissen. Ihre Augen sind jetzt weit auf einander gerichtet ... und es ist nicht angenehm („The Honeymoon Is Over“).
Sie stapft hinaus, das Hermelin über das Nachthemd geworfen und die Flammende Agnes entschlossen auf dem Kopf. Er wartet einen Moment, sicher, dass sie zurückkommt. Als sie nicht zurückkommt, eilt er ihr nach. Wir hören einen Kampf und er taucht wieder auf und zerrt sie in den Raum. Sie streiten sich und er wirft sie auf das Bett. Seine Wut verfliegt. Er blickt sie flehend an und erzählt ihr von seiner Einsamkeit und seinem Bedauern. Ihre Augen füllen sich mit Tränen und sie erkennt, dass niemand perfekt ist („Finale – Akt I“). Sie liegen zusammen und umarmen sich.
Zweiter Akt
Agnes und Michael liegen im Bett und feiern Silvester. Das „God Is Love“-Kissen ist verschwunden, ebenso der knallige Kronleuchter. Zeit ist vergangen; Ihre Kinder sind mittlerweile Teenager und feiern selbst auf Silvesterpartys. Agnes und Michael werden älter („Where Are the Snows?“). Michael ist wütend, dass ihr Sohn nicht zurückgekehrt ist und geht nach unten, um auf ihn zu warten. Er stürmt zurück ins Zimmer, nachdem er im Zimmer seines Sohnes Bourbon gefunden hat. Sie streiten sich über die Kindererziehung, und Michael nimmt einen Schluck aus der Flasche, nur um festzustellen, dass ihr Sohn die Flasche mit Lebertran gefüllt hat, von dem seine Mutter glaubte, dass sie ihm drei Jahre lang verabreicht hatte. Wir hören, dass Michael hinter der Bühne seinen Sohn an der Tür mit dem Rasierband konfrontiert hat, nur um herauszufinden, dass es sich bei seinem Sohn um einen Mann handelt, der den Smoking seines Vaters trägt.
Michael und Agnes denken über die Träume und das Bedauern ihrer frühen Ehejahre nach. Agnes fragt Michael, ob er enttäuscht ist. Er ist es nicht („My Cup Runneth Over“). Sie träumen davon, dass ihre Kinder erwachsen werden und ausziehen. Sie schmieden Pläne für ihr mittleres Alter und ihren Ruhestand: Er wird endlich seine „Gesammelten Tolstoi“ fertigstellen; sie wird nach Tahiti reisen und lernen, das Hootchi-Koo zu machen; er wird Saxofon spielen, sie Geige („When the Kids Get Married“).
Später kleidet sich Michael mit wenig Erfolg für die Hochzeit seiner Tochter. Er ist nicht zufrieden mit der Wahl des Ehemanns seiner kleinen Tochter („Der Vater der Braut“). Agnes kommt weinend herein. Das Buntglasfenster erscheint erneut und Michael und Agnes beobachten die Zeremonie. Sie winken dem scheidenden Paar zu und gehen nach Hause, um sich einem leeren Nest gegenüberzusehen.
Agnes steht vor dem Übergang ins mittlere Alter. Sie weiß nicht, was sie sein soll, jetzt, da ihre Kinder sie nicht mehr so sehr brauchen („Was ist eine Frau?“). Michael betritt den Tatort mit zwei Paketen, aber Agnes kündigt an, dass sie verschwinden wird; Sie liebt Michael nicht mehr. Sie hat das Gefühl, dass er sie weder versteht noch schätzt, und offenbart ihre Verliebtheit in einen jungen Dichter. Michael gesteht seiner Frau seine Liebe und Sorge. Er zeigt ihr, dass er sie liebt, und sie bricht zusammen, lacht und weint gleichzeitig. Er schenkt ihr ein Bettelarmband mit einem Anhänger für jeden von ihnen, einen für jedes ihrer Kinder und Platz für viele Enkelkinder. Sie fühlt sich viel besser. Sie tanzen zusammen und bunte Bänder fallen von oben herab („Someone Needs Me“).
Die Musik verändert sich, wird leiser und karussellartiger, während sie gemeinsam die Kartons und Papiere aufheben. Sie beginnen, das Haus einzupacken („Roll up the Ribbons“). Die Musik geht weiter, während sie zu ihren Frisiertischen gehen, Alters-Make-up auftragen, Perücken aufsetzen und ihre Haare aufhellen. Es ist acht Uhr morgens und die viel älteren Michael und Agnes ziehen in eine kleinere Wohnung. Sie sammeln die letzten Kleinigkeiten zusammen, die sie mit dem Umzugsunternehmen mitnehmen können. Er holt einen Dampfkoffer heraus und findet das Kissen „Gott ist Liebe“. Agnes möchte das Kissen dem Brautpaar überlassen, das das Haus gekauft hat, doch Michael weigert sich. Er war beschämt, es in ihrer Hochzeitsnacht zu finden, und möchte nicht, dass ein weiterer junger Bräutigam traumatisiert wird. Agnes schickt Michael auf die Suche nach einer Flasche Champagner und schiebt das Kissen wieder unter die Bettdecke. Michael kommt mit dem Champagner zurück, aber sie beschließen, ihn nicht zu trinken, da es noch zu früh ist. Sie schauen sich über das Bett hinweg an und erinnern sich daran, was für ein gutes Leben sie hatten („This House – Finale“).
Sie schauen sich ein letztes Mal um und verlassen gemeinsam den Raum. Michael kommt zurück, um sich Champagner zu holen, und findet unter der Bettdecke das Kissen „God Is Love“. Er legt es auf Agnes Seite des Bettes und den Champagner auf seine Seite, bevor er geht.